# IX век до н. э.
IX (девя́тый) век до на́шей э́ры по пролептическому юлианскому календарю — век с 1 января 900 года до н. э. по 31 декабря 801 года до н. э. Это 2-й век 1-го тысячелетия до н. э. Ему предшествовал X век до н. э., за ним следовал VIII век до н. э. Закончился 2825 лет назад.

## Принципы датировки
В IX веке до нашей эры историческая хронология впервые достигает точности датирования событий вплоть до года благодаря летописям Ассирии и Китая.
- В целом данные для хронологии Ассирии для IX века вполне точны (начиная с 880-х годов), а для Египта не превышают нескольких лет в ту или другую сторону.
- Данные по правителям Китая приведены по статье Хронологический проект Ся-Шан-Чжоу, а с 841 года не вызывают разногласий.
- Данные по правителям Израиля и Иудеи следуют работам Е. Р. Тиле, принятыми И. Р. Тантлевским[1].

Существуют и другие списки царей, относимых к этому периоду: но для Армении (см.), Аракана (см.), Кореи (см.) и Ирландии (см.) они явно вымышлены в средние века, а для Греции и Индии, а также царей Альба-Лонги носят полулегендарный характер, поэтому в статьях о годах они не указываются.

## Правители

### Африка
- Древний Египет (XXII (ливийская) и XXIII династии): Осоркон I (924—890 годы до н. э.), Такелот I (в 890—889 годы до н. э. был соправителем Шешонка II) (890—872 годы до н. э.), Осоркон II (872—837 годы до н. э.), Такелот II (837—817 годы до н. э.), Шешонк III (817—798 годы до н. э.), Петубастис I (основатель XXIII династии) (817—793 годы до н. э.)
- Карфаген: Дидона (814—760 до н. э.)

### Ближний Восток
- Фригия: Мидас II, Гордий III (ок. 850 год до н. э.—738 год до н. э.)
- Финикия
  - Арвад: Милкули (ок. 860), Маттан (Меттенбал, Матан-баал I) (ок. 854)
  - Тир: Астарим (906—897 до н. э.), Фелет (897—896 (или 888—887) до н. э.), Итобаал I (896—863 до н. э.), Балеазар I (863—829 до н. э.), Маттан I (829—820 до н. э.), Пигмалион (820—774 до н. э.).
- Арамейский Дамаск (Арам): Венедад I (Бен-Хадад I) (900—860 до н. э.), Бен-Хадад II (860—843 до н. э.), Азаил (843—796 до н. э.).
- Израильское царство (северное): Бааша (Вааса) (906—883 или 955—932), Эла (Ила) (883—882 или 932—931), Зимри (Замврий) (882 или 931), Фамний (Тибни) (882 или 931—927), Омри (Амврий) (882—873 или 927—920), Ахав (873—852 или 920—900), Охозия (852—851 или 900—899), Иорам (851—842 или 999—887), Иегу (842—814 или 887—859), Иоахаз (814—798 или 859—842), Иоас (798—782 или 842—825), Иеровоам II (782—753 или 825—799).
- Иудейское царство (южное): Аса (Асса) (913—873), Иосафат (873—849), Иорам (Йорам) (849—842), Охозия (Ахазия) (842), Афалия (Аталия) (842—837), Иоас (Йоаш) (837—800).

### Месопотамия
- Новоассирийское царство: Адад-нирари II (912—891), Тукульти-Нинурта II (891—884), Ашшур-нацир-апал II (884—859), Салманасар III (859—824), Шамши-Адад V (824—811), Шаммурамат (811—805), Адад-нирари III (811—783).
- Вавилония (VIII Вавилонская династия (Династия «Э»)): Набу-шум-укин I, (ок. 900—888), Набу-апла-иддин (888—855), Мардук-закир-шуми I (в 851—850 соправитель Мардук-бел-усати) (855—819), Мардук-балашу-икби (819—813), Баба-ах-иддин (813—802).
- Урарту: Арама (859—844 годы до н. э.), Сардури I (844—828 годы до н. э.), Ишпуини (828—810 годы до н. э.), Менуа (810—786 годы до н. э.).

### Дальний Восток
- Китай (династия Западная Чжоу): И-ван I (899—892), Сяо-ван (891—886), И-ван II (885—878), Ли-ван (877—841), правление опекунов Сюянь-вана (841—828), Сюянь-ван (828—782).

## Полулегендарные правители
- Древняя Греция (Предполисный период)
  - Цари Мессении Дотад, Сибота, Финт.
  - Цари Спарты: из династии Агидов — Агесилай I, Архелай; из династии Эврипонтидов — Полидект, Харилай.
  - Цари Аргоса.
  - Цари Коринфа.
  - Цари Аркадии.
  - Архонты Афин: Мегакл (922—892), Диогнет (892—864), Ферекл (864—845), Арифрон (845—825), Теспиэй (825—798)
- царь Древней Македонии Каран (827—797 гг. до н. э.)
- цари Альба-Лонги.
- Тхандже Кочосон (Корея): Нэхю (909—874 до н. э.), Тыноль (874—849 до н. э.), Чхумиль (849—819 до н. э.), Каммуль (819—795 до н. э.)

## Важные персоны
- Ли-ван
- Чжоу-гун
- Чжао-гун
- Елисей (пророк) (935—835)
- Легендарный законодатель Ликург (с 884 до н. э.)
- Илия (пророк) (примерно 873—852 до н. э.)
- Иезавель
- Гомер

## Основные события
- 825 год до н. э. (или 814 год до н. э.) — Основан Карфаген колонистами из финикийского города Тир.
- IX—VIII века до н. э. — Гегемония Фригии в Малой Азии.
- Основание поселения на месте Спарты.
- Возникновение государства Мидия.
- На территории южнее Аракса, к югу и востоку от озера Урмия сформировалось государство Манна со столицей Зирта (Изирту).
- Древний Китай: Народные восстания.
- Хунну совершают вторжение в Китай.
- Регентство Чжоу-гуна и Чжао-гуна (Эпоха «Всеобщее согласие»).

### События, условно относимые к900 году до н. э.
- Формирование гальштатской культуры племён южной части Средней Европы в период раннего железного века (исчезла к 400 году до н. э.).
- Формирование археологической культуры Вилланова раннего железного века в Северной Италии (исчезла к 500 году до н. э.).
- Формирование археологической культуры Нок на территории современного штата Бенуэ-Плато в Нигерии (исчезла ко II веку н. э.).

#### Около900 года до н. э.
- Возникновение эфиопского государства с центром в Напате.
- Объединение Лаконии под властью дорийской Спарты.
- Вторжение кельтов в Галлию.
- Цивилизация ольмеков простирается от Сан-Лоренцо до Ла-Венты в Месоамерике.
- Начало расцвета культуры Паракас в Андах.
- Период с 900 по 200 год до н. э. — культура Чавин в Северном Перу.

### События, условно относимые к850 году до н. э.
- В этом году было основано первое укрепление на месте Эдинбургского замка
- В халдейском Уре была составлена клинописная глиняная табличка, содержащая одно из первых упоминаний о вредоносном колдовстве: «И есть у них идолы, так похожие на человека, но воображение моё меркнет перед их сутью. И уносили они моё дыхание, выдёргивали мои волосы, раздирали мои одежды, мазями из неведомых трав они натирали моё тело. О, Бог Огня! Рассей их чары! Ибо ведут они меня к смерти моей!»
- Предположительный год начала создания в азиатской Греции поэм гомеровского цикла.
- Составлен древнеэфиопский кодекс «Кебра Негест» («Слава королей»).
- Примерная дата сведения в единый список т. н. яхвистских частей Книги Бытия (по Веллхаузену).
- Появление в Южном Египте первых документов, написанных мероитским фонетическим письмом.
- Ориентировочная дата начала цикла потепления на Аляске, продлившегося до 1200 года н. э.
- Начало строительства городов в государстве сапотеков.
- Ориентировочная дата основания крепости Чавин-де-Унтар в Перу, центр культуры Чавин.